# Al Holbert
Alvah Robert Holbert, detto Al (Abington Township, 11 novembre 1946 – Columbus, 30 settembre 1988), è stato un pilota automobilistico statunitense cinque volte campione della serie IMSA GT, con la vittoria di gare 49 gare.
Ha vinto la 24 Ore di Le Mans nel 1983, 1986 e 1987, la 24 Ore di Daytona nel 1986 e 1987 e la 12 Ore di Sebring nel 1976 e 1981. Ha conquistato due campionati IMSA GTP consecutivi nel 1985 e nel 1986 guidando una Porsche 962.

## Morte
Al Holbert muore nel 1988 a seguito di un incidente aereo sul suo aereo personale mentre sorvola la città di Columbus in Ohio. Subito dopo il decollo, il portellone principale del suo Piper si apre inavvertitamente, facendogli perdere il controllo e causando l'incidente.

## Palmarès
- 24 Ore di Le Mans: 4
1983, 1986, 1987
- 12 Ore di Sebring: 2
1976, 1981
- 24 Ore di Daytona: 2
1986, 1987

## Riconoscimenti
- International Motorsports Hall of Fame 1993[2]
- Motorsports Hall of Fame of America 1993[3]